# Ernst von Sallwürk
Ernst von Sallwürk (* 7. Mai 1839 in Sigmaringen; † 10. Juli 1926 in Karlsruhe) war ein deutscher Pädagoge.

## Leben
Sallwürk war der Sohn Antons von Sallwürk. Er ist der Vater des Malers und Grafikers Sigmund von Sallwürk und über seine Schwester Julie auch Onkel der Künstler Otto und Hellmut Eichrodt.
Ernst von Sallwürk studierte in Berlin und Tübingen Philologie. 1868 wurde er Rektor der höheren Bürgerschule in Hechingen und 1873 Professor am Gymnasium in Baden-Baden. 1874 war er Rektor des Pädagogiums in Pforzheim und 1877 ernannte man ihn zum Oberschulrat und Mitglied der Oberschulbehörde. Daneben war er Professor der Pädagogik an der Technischen Hochschule in Karlsruhe. 1904 erfolgte seine Ernennung zum Geheimrat. Seit 1909 war er außerordentliches Mitglied der Heidelberger Akademie der Wissenschaften. Er gehörte zum „schreibenden Kern der pädagogischen Schule“ Johann Friedrich Herbarts (1776–1841).
In seiner Geburtsstadt Sigmaringen ist am östlichen Stadtrand nahe der ehemaligen Graf-Stauffenberg-Kaserne die Von-Sallwürk-Straße nach ihm benannt.

## Werke
- Fénelon und die Litteratur der weiblichen Bildung in Frankreich von Claude Fleury bis Frau Hecker de Saussure. Langensalza 1886.
- Das Recht der Volksschulaufsicht: nach den Verhandlungen der württembergischen Kammer im Mai 1891. Beyer, Langensalza 1892 (Friedrich Mann’s pädagogisches Magazin, 16).
- Die Seele des Menschen psychologische und pädagogische Grundbegriffe. Karlsruhe 1918; urn:nbn:de:bvb:355-ubr24544-2